# CS Oltchim Râmnicu Vâlcea
Clubul Sportiv Oltchim Râmnicu Vâlcea (kurz: CS Oltchim Râmnicu Vâlcea) war ein rumänischer Handballverein aus Râmnicu Vâlcea. In der insgesamt 40-jährigen Vereinsgeschichte feierte die Frauenmannschaft 19 Meisterschaften, 14 Pokalerfolge und vier europäische Titelgewinne.

## Geschichte

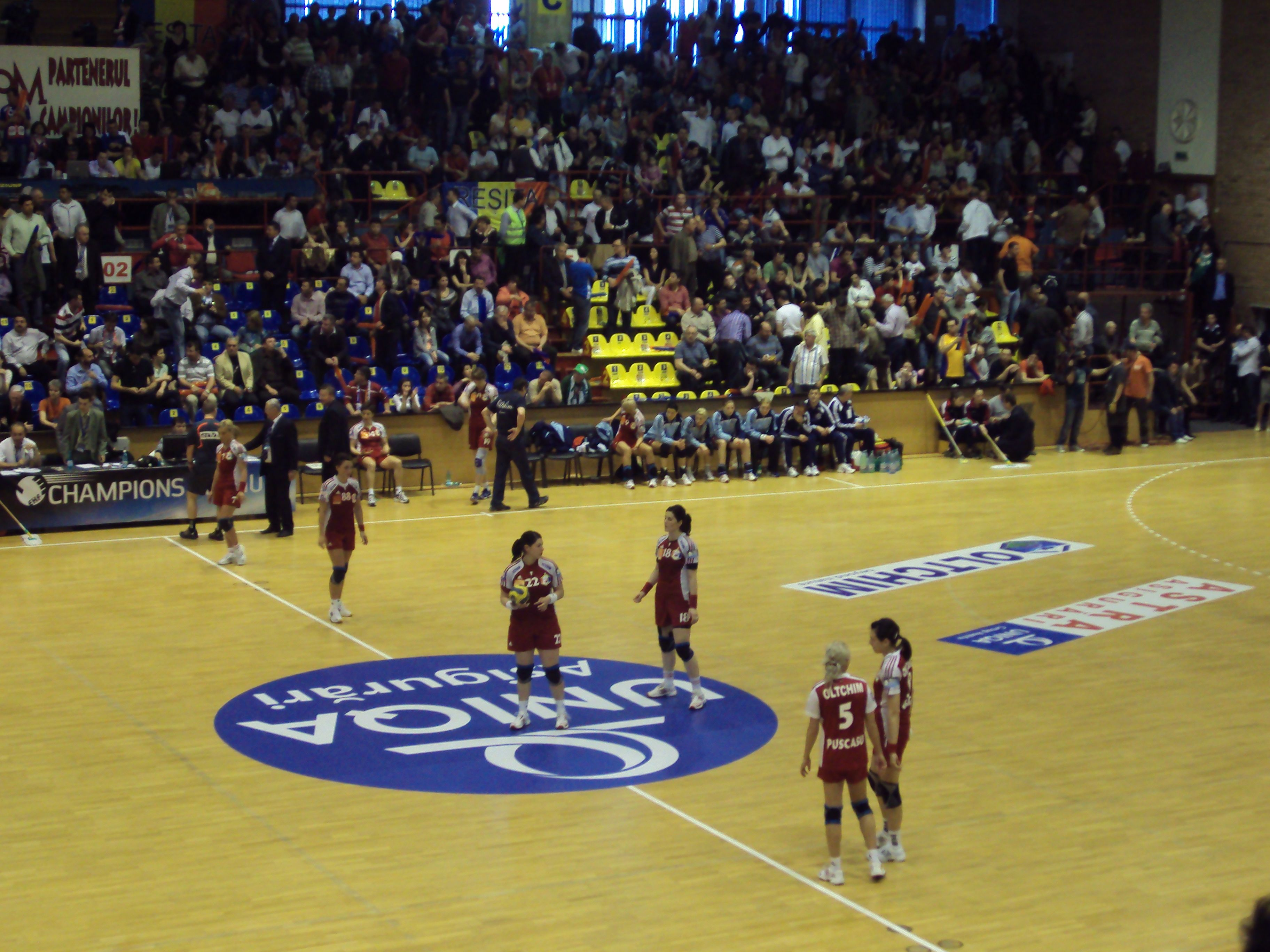
CS Oltchim Râmnicu Vâlcea beim Anwurf in der Champions League 2009/10

Der Verein wurde am 27. Juni 1973 unter dem Namen AS Chimistul Râmnicu Vâlcea gegründet. In der Saison 1981/82 gelang der Mannschaft der Aufstieg in die Liga Naţională, die höchste rumänische Spielklasse. In der Saison 1983/84 nahm der Verein erstmals an einem europäischen Wettbewerb teil und gewann zugleich den EHF-Pokal. In den folgenden Spielzeiten qualifizierte sich der Verein, bis auf die Saison 1987/88, immer für einen europäischen Wettbewerb. 1989 gewann Râmnicu Vâlcea erstmals die Meisterschaft sowie den zweiten EHF-Pokal. Am 1. Oktober 1989 wurde der Verein in CSM Oltchim Râmnicu Vâlcea umbenannt. Die Mannschaft etablierte sich fortan in der rumänischen Spitze und konnte in den folgenden Jahren fast alljährlich nationale Titel erringen. Am 1. Mai 1997 wurde der Verein letztmals umbenannt. In der Saison 2012/13 geriet der Verein in finanziellen Schwierigkeiten. Genau 40 Jahre nach der Vereinsgründung wurde die Auflösung des Vereins bekannt gegeben. Die Liga-Lizenz erhielt der neu gegründete Verein HC Oltenia.

## Erfolge
- rumänischer Meister: 1989, 1990, 1991, 1993, 1994, 1995, 1996, 1997, 1998, 1999, 2000, 2002, 2007, 2008, 2009, 2010, 2011, 2012, 2013
- rumänischer Pokalsieger: 1984, 1990, 1992, 1993, 1994, 1995, 1996, 1997, 1998, 1999, 2001, 2002, 2007, 2011
- EHF-Pokalsieger: 1984, 1989
- Europapokal der Pokalsieger: 2007
- EHF Champions Trophy: 2007[3]